# ATP Challenger Barcelona-2
Der ATP Challenger Barcelona (offiziell: Trofeo Cuitat de Barcelona) war ein Tennisturnier, das zwischen 1993 und 2006 jährlich in Barcelona, Spanien, stattfand. Es gehörte zur ATP Challenger Tour und wurde im Freien auf Sand gespielt. Albert Portas gewann mit zwei Siegen im Einzel sowie einem Titel im Doppel die meisten Ausgaben des Turniers.

## Liste der Sieger

### Einzel
| Jahr | Sieger                  | Finalgegner          | Ergebnis      |
| ---- | ----------------------- | -------------------- | ------------- |
| 2006 | Marcel Granollers       | Óscar Hernández      | 6:4, 6:1      |
| 2005 | Sergio Roitman          | Teimuras Gabaschwili | 6:2, 6:3      |
| 2004 | Stan Wawrinka           | Kristof Vliegen      | 6:4, 6:3      |
| 2003 | Albert Portas (2)       | Albert Montañés      | 6:4, 6:4      |
| 2002 | Rubén Ramírez Hidalgo   | Albert Portas        | 4:6, 6:4, 6:1 |
| 2001 | Konstantinos Economidis | Nicolas Coutelot     | 7:64, 6:1     |
| 2000 | Albert Portas (1)       | Óscar Serrano Gámez  | 3:6, 6:4, 6:3 |
| 1999 | Fernando Vicente (2)    | Sargis Sargsian      | 6:2, 1:6, 6:2 |
| 1998 | Fernando Vicente (1)    | Jan Frode Andersen   | 6:3, 6:3      |
| 1997 | Carlos Costa            | Juan Antonio Marín   | 6:1, 6:4      |
| 1996 | Marcelo Filippini       | Dominik Hrbatý       | 6:4, 6:4      |
| 1995 | Jordi Burillo           | Carlos Moyá          | 6:3, 6:3      |
| 1994 | Alberto Berasategui     | Carl-Uwe Steeb       | 6:3, 7:5      |
| 1993 | Jonas Svensson          | Federico Sánchez     | 6:4, 7:5      |

### Doppel
| Jahr | Sieger                                                      | Finalgegner                                                 | Ergebnis          |
| ---- | ----------------------------------------------------------- | ----------------------------------------------------------- | ----------------- |
| 2006 | Tomas Behrend Flavio Cipolla                                | Pablo Andújar Marcel Granollers                             | 6:3, 6:2          |
| 2005 | Óscar Hernández Gabriel Trujillo Soler (2)                  | Álex López Morón Albert Portas                              | 7:5, 6:4          |
| 2004 | Emilio Benfele Álvarez Gabriel Trujillo Soler (1)           | Ignacio González King Diego Moyano                          | 4:6, 6:3, 6:4     |
| 2003 | Juan Ignacio Carrasco (2) Mariano Delfino                   | Enzo Artoni Sergio Roitman                                  | 7:5, 6:3          |
| 2002 | Emilio Benfele Álvarez Mariano Hood                         | Karsten Braasch Peter Nyborg                                | 6:4, 6:4          |
| 2001 | Juan Ignacio Carrasco (1) Álex López Morón                  | František Čermák David Škoch                                | 6:4, 6:1          |
| 2000 | Tomás Carbonell Albert Portas                               | Marcus Hilpert Jens Knippschild                             | 5:7, 6:1, 6:4     |
| 1999 | Eduardo Nicolás Germán Puentes                              | Alberto Martín Javier Sánchez                               | 7:61, 7:65        |
| 1998 | José Antonio Conde Javier Sánchez (2)                       | Massimo Bertolini Cristian Brandi                           | 4:6, 6:4, 6:3     |
| 1997 | Tamer El Sawy Nuno Marques                                  | Dinu Pescariu Davide Sanguinetti                            | 6:1, 6:2          |
| 1996 | Luis Lobo/ Javier Sánchez Nicolás Lapentti/ Fabrice Santoro | Luis Lobo/ Javier Sánchez Nicolás Lapentti/ Fabrice Santoro | nicht ausgespielt |
| 1995 | Luis Lobo Javier Sánchez (1)                                | José Antonio Conde Nuno Marques                             | 6:4, 6:76, 6:4    |
| 1994 | Sergio Casal (2) Emilio Sánchez                             | Francisco Clavet Àlex Corretja                              | 6:2, 7:5          |
| 1993 | Jordi Burillo Sergio Casal (1)                              | Maurice Ruah Mario Tabares                                  | 6:2, 4:6, 6:1     |